# Christoph Kessler
Christoph Kessler (* 28. April 1995 in Donaueschingen) ist ein deutscher Leichtathlet, der sich auf Mittelstreckenläufe, vor allem den 800-Meter-Lauf, spezialisiert hat.

## Berufsweg
Kessler studierte von 2013 bis 2021 am Karlsruher Institut für Technologie (KIT). Sein Studium schloss er im Februar 2021 mit dem Master of Science Verfahrenstechnik ab.

## Sportliche Laufbahn
Christoph Kessler feierte seine ersten kleinen Erfolge in der Altersklasse U18 über die 2000 Meter Hindernis bei den Baden-Württembergischen Meisterschaften 2011/2012 und bei den Süddeutschen Meisterschaften über die 1500 Meter. Der Schwarzwälder startete damals noch für die LG Baar/LV Donaueschingen.
Nach dem Abitur 2013 wechselte er wegen seines Studiums der Verfahrenstechnik am KIT zur LG Region Karlsruhe. Trainiert wird er seitdem von Günther Scheefer.
Der Wechsel nach Karlsruhe in eine große und leistungsstarke Trainingsgruppe verhalf dem jungen Athleten zu einem Leistungssprung und dem Gewinn der deutschen Meisterschaft 2014 über die 800 Meter der MJ U20.
2015 etablierte er sich dann in der Deutschen Mittelstreckenkonkurrenz. Er erreichte den 2. Platz bei den deutschen Meisterschaften der U23 über die 800 Meter.

Zwei Wochen zu spät lief er die Norm für die Weltmeisterschaften der U20 in Eugene (USA) und verpasste somit seinen Einsatz auf internationaler Ebene.
Viele Titel errang er bei den Süddeutschen/BaWü-Meisterschaften. Kontinuierlich steigerte Kessler seine Bestzeiten über die 800 und 1500 Meter.
2016 überraschte er bei den Deutschen Hallenmeisterschaften der Aktiven in Leipzig mit dem dritten Rang und wurde im Juli Deutscher U23-Meister über die 800 Meter.
2017 wurde Kessler im nordfranzösischen Lille Team-Europameister, beim 800-Meter-Lauf belegte er den 9. Platz. Über diese Distanz nominierte ihn Mitte Juli der Allgemeine Deutsche Hochschulsportverband (adh) für die Sommer-Universiade in Taipeh, wo er bis ins Halbfinale kam.
2018 musste Kessler wegen einer Erkältung die Deutschen Hallenmeisterschaften in Dortmund absagen. Im Sommer lief er jedoch die geforderte Norm und startete dadurch bei den Heimeuropameisterschaften in Berlin 2018. Bei den Deutschen Meisterschaften in Nürnberg wurde er deutscher Vizemeister.
2019 erreichte er bei den Deutschen Hallenmeisterschaften in Leipzig den zweiten Platz. Bei den Halleneuropameisterschaften 2019 konnte Kessler seinen Vorlauf gewinnen und schied erst im Halbfinale aus. Aufgrund von mehreren Verletzungen konnte er jedoch keine komplette Saison 2019 machen und auch die Hallensaison 2020 fiel für ihn aus. Schon mit Verletzungsproblemen geplagt konnte er jedoch mit dem deutschen Team 2019 bei den European Games die Bronzemedaille gewinnen.
2020 war aufgrund der COVID-19-Pandemie eine stark verkürzte Saison. Im Sommer erreichte Kessler bei den Deutschen Meisterschaften in Braunschweig den zweiten Platz.
Als läuferisches Vorbild bezeichnet er Adam Kszczot.

## Größte Erfolge
800 m:
- Deutscher U23-Meister 2016 und 2017
- Deutscher Hallenmeister 2022
- Halbfinalist U23-Europameisterschaften in Bydgoszcz / Polen 2017
- 2. Platz Deutsche Meisterschaften 2017, 2018, 2019, 2020, 2021
- Team-Europameister 2017
- Teilnehmer Europameisterschaft Berlin / Deutschland 2018
- Teilnehmer Europameisterschaft München / Deutschland 2022
- Halbfinalist Halleneuropameisterschaften Glasgow / Schottland 2019
- 3. Platz European Games 2019
- Halbfinalist Halleneuropameisterschaften Torun / Polen 2021

1500 m:
- Deutscher Meister 2022
- Süddeutscher Meister Halle 2016
- Teilnehmer Europameisterschaft München / Deutschland 2022

3 × 1000-m-Staffel:
- 2. Platz bei den Deutschen Hallenmeisterschaften 2016
- 3. Platz bei den Deutschen Meisterschaften 2016
- 2. Platz bei den Deutschen Meisterschaften 2017
- 3. Platz bei den Deutschen Hallenmeisterschaften 2018
- 1. Platz bei den Deutschen Hallenmeisterschaften 2019